# Direito sindical
Direito sindical é um ramo que se caracteriza por regular as relações jurídicas entre o empregador e os trabalhadores representados por um sindicato.
Segundo Amauri Mascaro Nascimento, é "o ramo do direito do trabalho que tem por objetivo o estudo das relações coletivas de trabalho, e estas são as relações jurídicas que têm como sujeitos grupos de pessoas e como objetivo interesses coletivos".
Assim, nem todas as relações coletivas de trabalho caracterizam-se como sindicais, uma vez que há outros sujeitos coletivos além dos sindicatos. As relações entre representação não sindical de trabalhadores e empresa são um exemplo.

## História
Os primeiros sindicatos instituídos no Brasil denominavam-se ligas operárias, isso em fins de 1800 e início de 1900, influenciados pelos trabalhadores estrangeiros que migraram para o país.
No Brasil, como explica Amauri Mascaro Nascimento, "desde 1934 até 1988, as Constituições dispuseram sobre direito sindical, por meio de concepções diferentes: a corporativista em 1934, apesar de reconhecer a pluralidade sindical, a de 1937 inspirada pelo Estado Novo, que proibiu o direito de greve, delas não se afastando muito a de 1946, que atribuiu aos sindicatos funções delegadas de Poder Público, e a de 1967, dos governos militares. A Constituição de 1988 muda o curso do direito sindical, direcionando-o no sentido da proibição da intervenção e da interferência do Estado na organização sindical, do direito amplo de greve e da representação dos trabalhadores na empresa".